# Centrouropoda rackae
Centrouropoda rackae es una especie de arácnido del orden Mesostigmata de la familia Uropodidae.

## Distribución geográfica
Se encuentra en Trinidad y Tobago.